# Lucia van Aerssen van Sommelsdijk

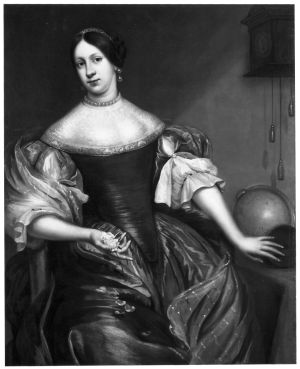
Lucia van Aerssen van Sommelsdijk

Lucia van Aerssen van Sommelsdijk, auch vrouwe van Den Bommel (* 16. Februar 1649 in Den Haag; † um 1707 in Wieuwerd), war eine niederländische Labadistin.

## Leben
Lucia van Aerssen van Sommelsdijk wurde am 16. Februar 1649 in Den Haag geboren. Sie war die Tochter von Cornelis van Aerssen van Sommelsdijk (1600–1662), Mitglied der holländischen Ritterschaft, Oberst der niederländischen Armee, und Lucia van Walta (1610–1674) und wuchs in Den Haag mit fünfzehn Geschwistern in einer streng reformierten Regentenfamilie auf. Sie lebten in einem von ihrem Großvater François van Aerssen (1572–1641) 1615 errichteten Haus an Lange Voorhout. Ihr Vater war mit Prinz Willem II. gut befreundet und unterstützte diesen 1650 bei seinem versuchten Angriff auf die Stadt Amsterdam. Diese Unterstützung kostete ihn den Verlust seines Sitzes in der Ritterschaft. Nach 1651 bekleidete er keine Ämter mehr und ging in den Ruhestand. Mit einem geschätzten Vermögen von 960.000 Gulden im Jahr 1654 galt er als der reichste Mann Hollands.
Lucia van Aerssen und ihre Schwestern Maria und Anna schlossen sich 1669 der separatistischen Hauskirche des abgesetzten Predigers Jean de Labadie an. Vermutlich hatten sie ihn durch Anna Maria van Schurman kennengelernt, als er noch Pfarrer der wallonischen Gemeinde in Middelburg war. 1670 verließen Lucia van Aerssen und ihre Geschwister Amsterdam in Richtung Herford in Westfalen, wo Prinzessin Elisabeth von der Pfalz die Labadisten willkommen hieß. Die Gruppe zog 1672 nach Altona bei Hamburg. Im selben Jahr kursierten in der niederländischen Republik Gerüchte, dass Lucia, „die hübscheste der jungen Damen von Sommelsdijck“, Jean de Labadie geheiratet habe. Belege hierfür fehlen jedoch. Dank des Wohlstands der Familie Van Aerssen konnten sich die Anhänger von Jean de Labadie im Sommer 1675 in Wieuwerd niederlassen. Das Schloss Walta, auch Thtinga-state genannt, war über Lucia van Aerssens Mutter Lucia van Walta in die Familie gelangt. Nach ihrem Tod im Juni 1674 fiel das Herrenhaus mit allen „abhängigen Häusern, Toren, Höfen, Kanälen, Bäumen und Plantagen“ sowie verschiedenen Bauernhöfen an Sohn Cornelis (1637–1688), der es gegen die Zahlung von 90.000 Gulden seinen drei unverheirateten Schwestern überließ.
Die drei Schwestern waren mit verschiedenen prominenten friesischen Adelsfamilien verwandt. So waren sie auch eng mit der Verwaltungselite der Region verbunden. Die Gemeinschaft genoss ab 1675 das Wohlwollen der friesischen Stände und auch die Sympathie von Albertine Agnes, die bis 1677 als Statthalterin für ihren Sohn Heinrich Casimir II. fungierte. So machten die Schwestern ihren Einfluss rund um die Ernennung des Pfarrers Johannes Hesener im Jahr 1677 geltend. Nach seiner Absetzung im Jahr 1679 schloss er sich den Labadisten an. Einige der Labadisten zogen 1683 und 1686 nach Suriname, wo Cornelis van Aerssen zum Gouverneur ernannt worden war, um dort eine eigene Siedlung zu gründen. Lucia van Aerssen war eine der Teilnehmerinnen der ersten Expedition. Im Jahr 1684 gründeten die Labadisten dort die Siedlung Providentia (Providence). Diese Plantage war eine vierzigstündige Bootsfahrt von Fort Zelandia entfernt. Die Providentia-Plantage hieß noch „Jufvrouw Sommelsdyk“, vermutlich nach Lucia benannt, als die Insekten- und Blumenmalerin Maria Sibylla Merian im Jahr 1700 dorthin kam. Lucia van Aerssen selbst war längst nach Wieuwerd zurückgekehrt.
Lucia van Aerssen heiratete 1695 Pierre Yvon. Vermutlich hatten sie bereits vor der offiziellen Heirat eine private Beziehung, ohne dass die formelle Bestätigung vorlag. Dies war eine gängige Praxis in der Labadisten-Gemeinschaft, aber um Probleme mit gegenseitigen Erbschaften zu vermeiden, erfolgte die Bestätigung in der Regel vor Gericht. Es ist möglich, dass Jonkheer Mari Antoine Yvon (gestorben nach 1731) aus dieser Verbindung geboren wurde. Lucia van Aerssen van Sommelsdijk starb um 1707. Sie wurde wahrscheinlich auf dem Wieuwerd-Friedhof beigesetzt.